# Condado de Benton (Misisipi)
El condado de Benton (en inglés: Benton County), fundado en 1870, es un condado del estado estadounidense de Misisipi. En el año 2000 tenía una población de 8.026 habitantes con una densidad poblacional de 8 personas por km². Las sede del condado es Ashland.

## Geografía
Según la Oficina del Censo, el condado tiene un área total de 1059 km² (408,9 mi²), de la cual 1054 km² (406,9 mi²) es tierra y 5 km² (1,9 mi²) es agua.

## Demografía
En el 2000 la renta per cápita promedia del condado era de $ 24 149, y el ingreso promedio para una familia era de $29 907. El ingreso per cápita para el condado era de $12 202. En 2000 los hombres tenían un ingreso per cápita de $26 291 frente a $19 519 para las mujeres. Alrededor del 23,20% de la población estaba bajo el umbral de pobreza nacional.

## Condados adyacentes
- Condado de Hardeman (noreste)
- Condado de Tippah (este)
- Condado de Union (sur)
- Condado de Marshall (oeste)
- Condado de Fayette (noroeste)

## Localidades
Ciudades
- Ashland
- Hickory Flat
- Snow Lake Shores

Áreas no incorporadas
- Canaan
- Lamar
- Michigan City
- Winborn

## Principales carreteras
- U.S. Highway 72
- U.S. Highway 78
- Carretera 2
- Carretera 4
- Carretera 5
- Carretera 7